# Barrière de Rochechouart
Barrière Rochechouart byla mýtná brána daňových hradeb v Paříži.

## Situace
Brána Rochechouart byla postavena v roce 1826 na konci Rue de Rochechouart. Stála 200 m od Barrière Poissonnière na východě a 500 m od Barrière Martyrs na západě.
Její hradební ochoz byl ohraničen zdmi sousedních jatek. Ochoz o délce 550 m začínal u Rue de Rochechouart a končil u Rue des Martyrs. Královský výnos z 12. srpna 1846 stanovil šířku této veřejné komunikace na 11,69 m. Nemovitosti u řeky byly zarovnány s výjimkou domu, který se nachází na rohu Rue des Martyrs.

## Původ jména
Barrière Rochechouart nese jméno po Marguerite de Rochechouart de Montpipeau (1665–1727), abatyši opatství na Montmartru.

## Historie
Až do roku 1790 bylo okolí brány nezastavěno. Brána se nazývala barrière du Télégraphe (Telegrafní brána), protože se branou vstupovalo k optickému telegrafu, který byl umístěný na zvonici kostela Saint-Pierre de Montmartre, nebo též barrière de Clignancourt, protože ležela v blízkosti vesnice Clignancourt. Brána byla zbořena v roce 1860.